# Escola Nacional de Artes Visuais
O Escola Nacional de Artes Visuais  (ENAV) é uma instituição pública de ensino técnico-profissional e vocacional, localizada no Bairro Central, na cidade de Maputo, em Moçambique. Foi fundada no ano de 1983.
Leciona os cursos de Artes Visuais, Artes Gráficas, Cerâmica e Têxteis.

## Instalações
A Escola Nacional de Artes Visuais conta com dois edifícios cada um preparado para lecionar um certo grupo de cursos, sendo eles:
- ENAV - Baixa

Localizada no Bairro Central, na baixa da cidade de Maputo. Conta com oficinas para o curso de Artes Gráficas e salas para disciplinas gerais. 
- ENAV - Aeroporto

Localizada no Bairro do Aeroporto.
Conta com oficinas para os cursos de Artes Visuais, Têxteis e Cerâmica e salas para disciplinas gerais . 